# Cztery skarby gabinetu
Cztery skarby gabinetu – przedmioty niezbędne do kreślenia znaków pisma chińskiego. W przeszłości były podstawowym wyposażeniem każdego chińskiego uczonego, urzędnika, artysty albo literata. Termin wszedł do obiegu między IV i V wiekiem, kiedy technika kreślenia znaków pędzelkiem na papierze stała się podstawowym sposobem pisania w Chinach. Dziś nie sposób wyobrazić sobie bez nich chińskiej kaligrafii.
Do czterech skarbów zaliczają się:
- papier (紙, zhǐ) – wynaleziony w Chinach najpóźniej na początku II wieku i tam po raz pierwszy użyty do pisania
- pędzel pisarski (筆, bǐ) – wykonany z włosia i bambusowego patyczka; został wynaleziony najpóźniej w III w. p.n.e. Nim zaczęto wytwarzać papier, pisano nim m.in. na jedwabiu i bambusowych deszczułkach
- kamień pisarski (硯, yàn) – płaski kamień z wgłębieniem do rozrabiania tuszu z wodą, odpowiednik kałamarza
- tusz (墨, mò) – przechowywany w małych sztabkach